# Megachalcis fumipennis
Megachalcis fumipennis is een vliesvleugelig insect uit de familie bronswespen (Chalcididae). De wetenschappelijke naam is voor het eerst geldig gepubliceerd in 1903 door Cameron.